# Badminton aux Jeux olympiques d'été de 2000
Navigation
Atlanta 1996 Athènes 2004
Cinq épreuves de badminton se déroulent aux Jeux olympiques de 2000 à Sydney.

## Tableau des médailles
| Rang | Nation       | Or | Argent | Bronze | Total |
| ---- | ------------ | -- | ------ | ------ | ----- |
| 1    | Chine        | 4  | 1      | 3      | 8     |
| 2    | Indonésie    | 1  | 2      | 0      | 3     |
| 3    | Corée du Sud | 0  | 1      | 1      | 2     |
| 4    | Danemark     | 0  | 1      | 0      | 1     |
| 5    | Royaume-Uni  | 0  | 0      | 1      | 1     |

## Médaillés
| Épreuves      | Or                                   | Argent                                   | Bronze                                 |
| ------------- | ------------------------------------ | ---------------------------------------- | -------------------------------------- |
| Simple hommes | Chine Ji Xinpeng                     | Indonésie Hendrawan                      | Chine Xia Xuanze                       |
| Simple dames  | Chine Gong Zhichao                   | Danemark Camilla Martin                  | Chine Ye Zhaoying                      |
| Double hommes | Indonésie Candra Wijaya Tony Gunawan | Corée du Sud Lee Dong-song Yoo Yong-sung | Corée du Sud Kim Dong-moon Ha Tae-kwon |
| Double dames  | Chine Ge Fei Gu Jun                  | Chine Huang Nanyan Yang Wei              | Chine Qin Yiyuan Gao Ling              |
| Double mixte  | Chine Zhang Jun Gao Ling             | Indonésie Tri Kusharjanto Minarti Timur  | Royaume-Uni Simon Archer Joanne Goode  |